# 18574 Jeansimon
18574 Jeansimon (1997 WO23) là một tiểu hành tinh vành đai chính được phát hiện ngày 28 tháng 11 năm 1997 bởi Khảo sát tiểu hành tinh OCA-DLR ở Caussols.